# تشارلز أ. مان
تشارلز أ. مان هو سياسي أمريكي، ولد في 16 يناير 1803، وتوفي في 19 يناير 1860. نشط حزبياً في الحزب الديمقراطي. وقد انتخب عضو جمعية ولاية نيويورك ‏ وانتخب عضو مجلس ولاية نيويورك ‏.